# Spider-Man 2099
Spider-Man 2099, (Em português: Homem-Aranha 2099) foi uma versão do super-herói Homem-Aranha criada no ano de 1992 por Peter David e Rick Leonardi para a Marvel Comics. Foi um dos primeiros super-heróis do que viria a ser o universo Marvel 2099, uma dimensão futurista distópica e cyberpunk, diferente do ambiente dos super-heróis da linha editorial Marvel tradicional. Miguel O'Hara é o primeiro personagem latino-americano a assumir a identidade de Homem-Aranha. As publicações da revista foram canceladas devido à baixas vendas em 1996, marcando o fim do personagem. 
Em 2014, o roteirista Dan Slott decidiu reviver o personagem na revista Homem-Aranha Superior, onde O'Hara volta para o ano de 2014 e encontra Peter Parker (cujo corpo estava sob domínio de Otto Octavius). Posteriormente o personagem recebeu sua própria revista spin-off, que durou por pouco tempo.

## Biografia ficcional
Miguel O’Hara, o herói aracnídeo do futuro, não ganhou seus poderes nos tempos de colégio. Além disso, nas histórias, a angústia adolescente não foi um tema explorado. Já adulto, trabalhava como chefe de um projeto de aprimoramento genético da Alchemax, inspirado nas capacidades do Homem-Aranha original.
O’Hara teve o destino drasticamente alterado após um trágico experimento que visava ampliar a força de um condenado, usado como cobaia. O resultado foi a morte desse indivíduo. Decidido a abandonar a companhia, Miguel foi logrado pelo magnata Tyler Stone, que o contaminou com um alucinógeno chamado Êxtase. Uma vez ingerida, a substância tornava a pessoa tão dependente quanto o oxigênio.
O’Hara parecia não ter escolha a não ser se submeter ao jogo da nefasta Alchemax. Como havia usado seu próprio código genético em algumas experiências, decidiu fazer uso do material para reestruturar sua estrutura molecular e assim livrar-se da dependência do Êxtase. Teria funcionado, se seu superior Aaron não interferisse, misturando a programação de O’Hara com os códigos do Projeto Aranha. Saído de uma câmara de visual diferente, o transformado Miguel já revelou que seus poderes, também, não eram exatamente os mesmos de Peter Parker.
A força e a agilidade, iguais às de uma aranha, continuavam as mesmas. Daí para frente, o Aranha do futuro herdou um pouco mais de um aracnídeo genuíno. Garras retráteis brotavam de suas mãos e pés, sua visão tornou-se mais sensível, o fluido de teia era produzido em seus antebraços e lançado naturalmente e nasceram ainda peçonhas capazes de inocular veneno.
Se Peter Parker pensou de início em ganhar dinheiro com seus poderes e em combater o mal apenas após o assassinato do Tio Ben, Miguel O’Hara não teve as mesmas oportunidades e já foi obrigado, de início, a lutar por sua sobrevivência. Trajando roupa de moléculas instáveis azul com caveira aracnídea estampada na frente, tecido ultraleve colado para planar nas correntes de vento o que viria a ser o uniforme do novo herói o Aranha 2099 teve como primeiro desafio o superciborgue Risco, contratado da Alchemax para capturá-lo.
Tudo o que Miguel  não queria era virar super-herói. Pretendia se livrar de suas habilidades sobre-humanas o mais rápido possível. Para mostrar como sua atitude começou a mudar, é necessária uma rápida apresentação do elenco que marcou a série. Gabriel O’Hara, o irmão de Miguel, tinha o hábito pouco saudável de se envolver com mulheres problemáticas. Quando sua namorada Kasey, uma despojada terrorista, é capturada pela Alchemax, cabe a Miguel resgata-lá , na cena em que apareceu, pela primeira vez, em 2099 o sagrado mantra com grande poder, vem grande responsabilidade. Para resgatá-la, o Homem-Aranha do futuro enfrenta um samurai da Stark-Fujikawa e oficiais do Olho Público. Depois cai no misterioso submundo, onde encontra e enfrenta o canibal Abutre.
O’Hara começava assim a se dar conta da importante responsabilidade que deveria assumir. De volta à cidade alta, descobre que seus atos estavam contagiando o povo, quase criando uma nova religião, com pessoas vestindo trajes similares ao seu e que se chamavam aracnitas. Quando visita sua mãe no asilo Lar Vale Feliz, relembra a relação complicada com o pai e vê o quanto ela admira o Aranha. O novo super-herói renasce, agora convicto de sua missão.

## Outras mídias
- Miguel O'Hara é um personagem jogável no jogo Spider-Man: Shattered Dimensions.
- Miguel O'Hara é um personagem jogável no jogo Spider-Man: Edge of Time.
- Ele também aparece em 2 episódios da série animada Ultimate Spider-Man.
- A série animada Spider-Man Unlimited é parcialmente inspirada nas histórias do Homem-Aranha 2099, tanto que Peter Parker usa um traje bem semelhante ao de O'Hara na série.
- O'Hara é um Personagem jogável em Lego Marvel Super Heroes 2, tanto que este estampa a capa do jogo.
- O traje de O'Hara aparece no jogo The Amazing Spider-Man 2 como um traje alternativo para Peter Parker.
- O personagem aparece na cena pós crédito do filme Homem-Aranha: No Aranhaverso dublado por Oscar Isaac.
- O traje de O'Hara aparece no jogo  Spider-Man como um traje alternativo para Peter Parker.
- O personagem aparece no filme Homem-Aranha: Através do Aranhaverso dublado por Oscar Isaac, sendo um dos personagens principais para a trama do filme.

## Publicação no Brasil
Em outubro de 1993, o personagem ganhou um título próprio em formatinho pela Abril Jovem. A revista durou 39 números e no número 35 foi publicado o crossover entre Miguel O'Hara e Peter Parker, o Homem-Aranha original.